# Parcetto
Parcetto war ein italienisches Längenmaß und galt im Großherzogtum Toskana.
- 1 Parcetto = 517,46 Pariser Linien = 1167,286 Millimeter
- 1 Parcetto = 2 Braccio